# Anárgyros Petrákis
 (décembre 2017).
Si vous disposez d'ouvrages ou d'articles de référence ou si vous connaissez des sites web de qualité traitant du thème abordé ici, merci de compléter l'article en donnant les références utiles à sa vérifiabilité et en les liant à la section « Notes et références ».
Pour les articles homonymes, voir Petrakis.
Anárgyros Petrákis (grec moderne : Ανάργυρος Πετράκης) est né à Athènes en 1793 et décédé dans cette même ville en 1876. C'est un homme politique grec qui exerça les charges de premier maire d’Athènes (en 1836-1837 puis en 1841-1843).
Issu de la famille Petrakis, célèbre pour avoir fourni plusieurs abbés au monastère Petrakis (el), Anárgyros Petrákis rejette la carrière ecclésiastique et part poursuivre des études de médecine à l’étranger. Revenu en Grèce durant la guerre d’indépendance, il embrasse une carrière politique qui le conduit à exercer d’importantes fonctions.
Il est le père de quatre enfants, parmi lesquels le ministre de la Justice Periklís Petrákis, Penelope Petrákis (épouse de Dimitrios Miaoulis), Catherine Petrákis (épouse de Ioannis Kriezis) et Aspasia Petrákis (épouse de Iácobos Argyrópoulos et grand-mère d’Aspasia Manos). 